# Gansingen
Gansingen (schweizertyska: Gausige) är en ort och kommun i distriktet Laufenburg i kantonen Aargau, Schweiz. Kommunen har 1 097 invånare (2023).